# Pratica di Mare
Pratica di Mare ist ein Ortsteil von Pomezia in der Metropolitanstadt Rom in Mittelitalien. Es liegt 30 km südlich von Rom und 5 km vom Tyrrhenischen Meer entfernt.
Der kleine Ort ist vermutlich Nachfolger der antiken Stadt Lavinium, von dem Reste in der Umgebung ausgegraben wurden. Demnach würde Pratica die antike Akropolis einnehmen.

## Geschichte
Nach der Antike tauchen im 7. bis 8. Jahrhundert zum ersten Mal Erwähnungen eines Castrum Pratica auf. Der Ort wurde zwischen 882 und 884 von Papst Marinus I. den Mönchen von Sankt Paul vor den Mauern übergeben, bei denen es bis ins 14. Jahrhundert blieb. Danach wechselte der Ort zwischen verschiedenen römischen Adelsfamilien im Besitz. 1526 ließ die Familie Massimo den Ort durch Antonio da Sangallo befestigen.
Trotzdem wurde am 9. Mai 1588 Pratica von algerischen Piraten überfallen, geplündert und 103 Einwohner verschleppt und vermutlich im Osmanischen Reich als Sklaven verkauft.
Danach kam Pratica an die Borghese, die die Burg ausbauten.

## Pratica heute
Pratica hat heute weniger als 20 Einwohner, ist jedoch wegen einiger Restaurants ein beliebtes Ausflugsziel. Das Castello Borghese ist im Privatbesitz einer Linie der Familie Borghese und daher nicht zu besichtigen.
Vor dem Borgo befindet sich in einer kleinen Landvilla das Museo Archeologico Lavinium, welches die vielen Funde aus dem Gelände der antiken Stadt Lavinium ausstellt, vor allem Funde aus den Heiligtümern und Gräbern, welche Göttinnen und Priesterinnen sowie Privatpersonen darstellen; bei denen in einer den Etruskern ähnlichen Form viele Schmuckstücke auffallen. Unter einem Schutzbau sind die dreizehn Altäre zu sehen, die das latinische Heiligtum für Venus und Aeneas mit ursprünglich dreißig Altären repräsentieren; außerdem ist ein Heroengrab vorhanden, das Aeneas selbst symbolisieren soll.
In der Nähe befindet sich der Militärflugplatz Pratica di Mare

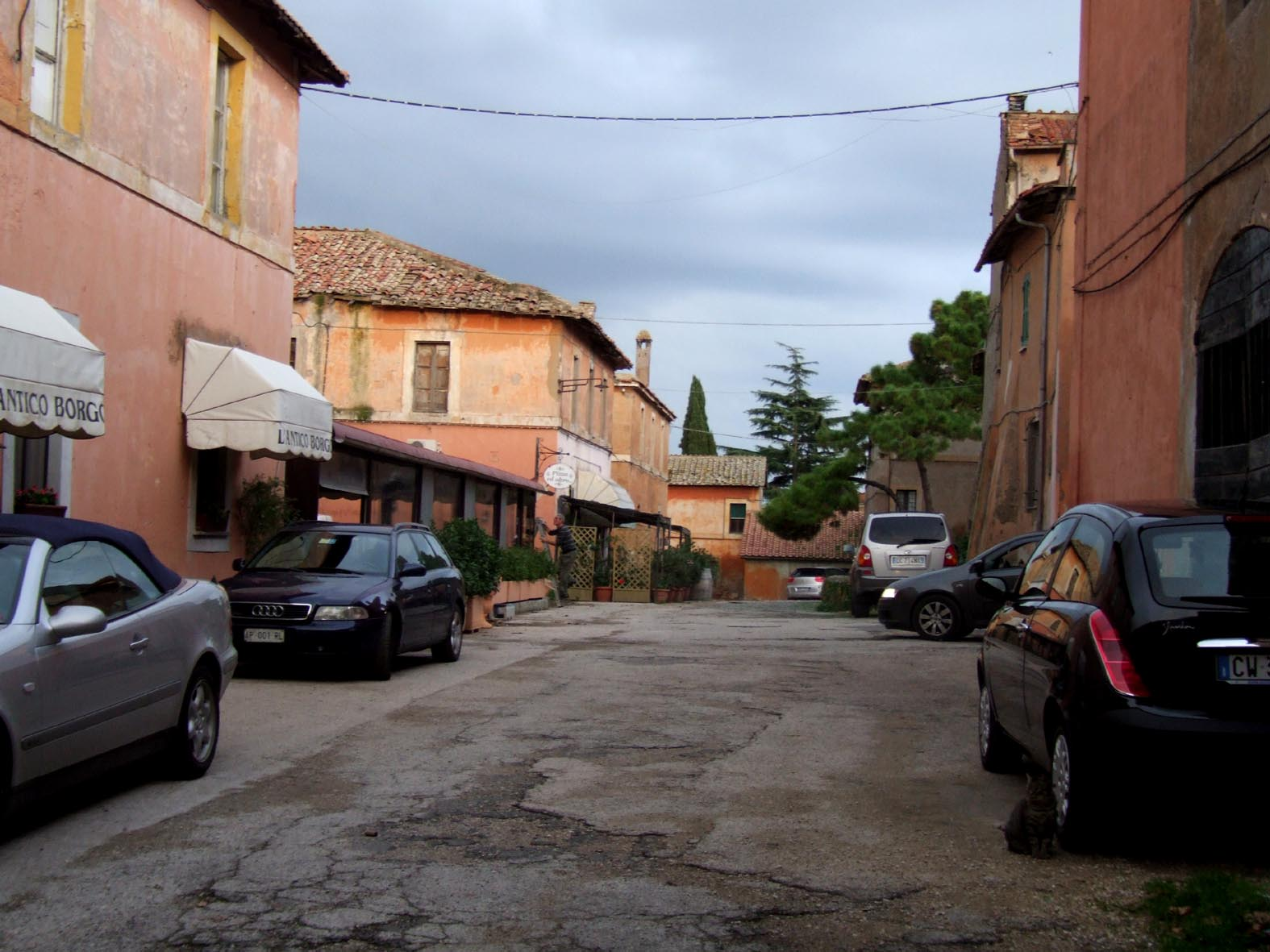
Pratica di Mare